# اورشنیک (موشک)
اورشنیک ( روسی: Орешник ، به معنی درخت فندق)،  یک موشک بالستیک میان‌برد روسی (IRBM) بر مبنای گزارش ارتش اوکراین بیش از ماخ ۱۰ (۱۲٬۲۵۰ کیلومتر بر ساعت؛ ۷٬۶۱۰ مایل بر ساعت؛ ۳٫۴۰۳ کیلومتر بر ثانیه) سرعت دارد. این موشک مجهز به شش کلاهک است که طبق گزارش‌ها هر کدام حاوی مهمات فرعی هستند،  و رهگیری آن بسیار دشوار توصیف شده است، اگرچه رهگیرهای موشک بالستیک مدرن برای مقابله با این نوع سیستم طراحی شده‌اند.   معاون سخنگوی پنتاگون، سابرینا سینگ، اورشنیک را به عنوان نوعی از موشک بالستیک میان‌برد RS-26 Rubezh معرفی کرده است.

## تاریخچه

### توسعه
اعتقاد بر این است که اورشنیک از موشک بالستیک میان‌برد RS-26 Rubezh گرفته شده است که پنج بار آزمایش شد اما هرگز وارد خدمت نشده است.  به گفته کارشناسان، اورشنیک احتمالاً یک مرحله تقویت‌کننده از RS-26 را حذف کرده و برد آن را کاهش داده است.  ولادیمیر پوتین در اول آگوست ۲۰۲۵ گفت که اورشنیک وارد تولید و خدمت شده و اولین دسته از آن به نیروهای روسی تحویل داده شده است. 

### اولین استفاده عملیاتی
اولین استفاده عملیاتی تایید شده از موشک اورشنیک در ۲۱ نوامبر ۲۰۲۴، در جریان جنگ روسیه و اوکراین، مشاهده شد. این موشک در حمله‌ای به تأسیسات یوزماش اوکراین در دنیپرو به کار گرفته شد.  در ابتدا، گزارش‌های اوکراینی گمان می‌کردند که این حمله شامل یک موشک بالستیک قاره‌پیما بوده است؛  با این حال، ارزیابی‌های بعدی، اورشنیک را به عنوان سلاح مورد استفاده شناسایی کردند. این موشک از استان آستراخان ، احتمالاً از میدان تمرین کاپوستین یار، پرتاب شد.  طبق گزارش‌ها، همانطور که در فیلم‌های تایید نشده آمده است، این موشک حامل یک کلاهک بازگشتی با قابلیت هدف‌گیری مستقل چندگانه (MIRV) بوده است.  تجزیه و تحلیل‌های بعدی نشان داد که این حمله ممکن است شامل مواد منفجره نبوده و به طور بالقوه به عنوان یک نمایش سیاسی در نظر گرفته شده باشد.  به گفته مقامات ارشد اوکراینی، این موشک مجهز به کلاهک‌های "ساختگی" بود که فاقد مواد منفجره بودند و باعث شد کارشناسان آمریکایی این روش را "راهی پرهزینه برای رساندن تخریب نه چندان زیاد" توصیف کنند.   به نظر می‌رسد که این پرتاب با یک مسیر بلند انجام شده است.  شاهدان عینی گزارش دادند که حمله ۲۱ نوامبر به دنیپرو ، که شامل حمله با اورشنیک نیز می‌شد، باعث انفجارهایی شد که تا سه ساعت ادامه داشت.  یکی از مدیران مرکز مطالعات استراتژیک و بین‌المللی گفت که کلاهک‌های اورشنیک، حتی بی‌اثر، به دلیل انرژی جنبشی ایجاد شده توسط سرعت مافوق صوت خود می‌توانند "آسیب‌های بسیار" ایجاد کنند.  تصاویر ماهواره‌ای بعداً خسارت کمی را به سقف ساختمان‌های پیودنماش و بخش خصوصی مجاور نشان دادند.   

## ظرفیت‌ها و چالش‌ها

### مشکلات رهگیری
به گفته یکی از مدیران مرکز مطالعات استراتژیک و بین‌المللی (CSIS)، وزن کلاهک MIRV این موشک، آن را از سایر موشک‌های دارای قابلیت حمل کلاهک هسته‌ای که علیه اوکراین استفاده می‌شوند، متمایز می‌کند و رهگیری آن را برای اوکراین با سیستم‌های دفاعی فعلی‌اش به شدت به یک چالش بدل می‌سازد.  تحلیلگران نظامی اوکراین اظهار داشتند که موشک اورشنیک از جو بالایی عبور کرده و توسط سیستم‌های دفاع هوایی اوکراین قابل شناسایی نیست. این قابلیت، رهگیری آن را توسط سیستم‌های دفاع موشکی اوکراین عملاً غیرممکن می‌کند؛ اگرچه رهگیرهای مدرنی که در اوکراین وجود ندارند، مانند Arrow 3 اسرائیل و SM-3 Block 2A ایالات متحده، به طور خاص برای شکست این نوع تهدید طراحی شده‌اند.  

### ماهیت تجربی
مقامات آمریکایی ادعا کرده‌اند که اورشنیک علیرغم ویژگی‌های پیشرفته‌اش، همچنان در مرحله آزمایش است. اگرچه پوتین بر ادعاهای مربوط به ماهیت آزمایشی این سیستم و قابلیت فراصوت آن تأکید کرده است، اما به گفته چندین کارشناس نظامی، این سلاح در واقع کاربردی از فناوری قدیمی است که سال‌ها در موشک‌های بالستیک قاره‌پیما استفاده می‌شده است.  به گفته دکتر جفری لوئیس، کارشناس منع گسترش سلاح‌های هسته‌ای، هیچ یک از فناوری‌های موجود در اورشنیک جدید نیست یا نشان‌دهنده تغییر چشمگیری در نحوه توسعه سلاح‌های متعارف نیست؛ بلکه «مجموعه‌ای از فناوری‌های قدیمی است که به روشی جدید کنار هم قرار گرفته‌اند».  یک کارشناس دفاعی در دانشگاه اسلو اظهار داشت که احتمالاً بیش از ۱۰٪ اجزای جدید در آن گنجانده نشده است.  اعتقاد بر این است که روسیه فقط تعداد محدودی از این واحدها را در اختیار دارد و همین امر استقرار منظم آن علیه اوکراین را غیرممکن می‌سازد. 

### چالش‌های دقت
کارشناسان خاطرنشان کرده‌اند که دقت اورشنیک، همانطور که در فیلم حمله دنیپرو نشان داده شده است، شاید برای حمل کلاهک هسته‌ای کافی است، اما برای حمل کلاهک متعارف کافی نیست.  به گفته ویلیام آلبرک از مرکز هنری ال. استیمسون ، "اگر روسیه روی یک MIRV با CEP متعارف کار می‌کند، ما هرگز آن را ندیده‌ایم."  کارشناسان دیگر خاطرنشان کرده‌اند که نگرانی‌های مربوط به دقت کلاهک‌های اورشنیک را می‌توان با استفاده از مهمات فرعی کاهش داد. 

## کمپین ارعاب
کارشناسان معتقدند که پوتین به عنوان نوعی ارعاب هسته‌ای،  پس از تلاش ناموفق برای تعیین "خطوط قرمز" با هدف جلوگیری از حملات موشکی تأمین‌شده توسط ایالات متحده به خاک روسیه، موشکی را به سمت دنیپرو شلیک کرد.  چندین رسانه و چهره عمومی، حمله ۲۱ نوامبر با یک موشک جدید را به عنوان نوعی باج‌گیری هسته‌ای تفسیر کرده‌اند. به عنوان مثال، اکونومیست مقاله‌ای با عنوان "ولادیمیر پوتین موشک جدیدی را برای تقویت تهدیدات هسته‌ای خود شلیک می‌کند" منتشر کرد،  به طور مشابه، موسسه مطالعات جنگ استدلال می‌کند که پوتین به طور لفاظی حمله ۲۱ نوامبر به اورشنیک را به قابلیت‌های هسته‌ای روسیه مرتبط کرده است تا کشورهای غربی را از ادامه حمایت خود از اوکراین منصرف کند.  
ماکسیم استارچاک، کارشناس سیاست هسته‌ای روسیه، اظهار داشت که هدف اصلی استفاده از این موشک نه آسیب نظامی، بلکه فشار روانی بوده است. او معتقد است که این حمله با هدف ترساندن ساکنان اروپایی و تحت فشار قرار دادن دولت‌هایشان برای رعایت خواسته‌های روسیه انجام شده است.  به گفته مدوزا ، هدف کرملین ممکن است القای ترس از تشدید درگیری با روسیه در دولت آینده ایالات متحده و در نتیجه تأثیرگذاری بر سیاست‌های آن بوده باشد. 
به گزارش مسکو تایمز ، حمله موشکی میان‌برد بخشی از یک کمپین تبلیغاتی بود که توسط ارتش و سرویس‌های اطلاعاتی روسیه برای ارعاب رهبران و مردم غرب ترتیب داده شده بود. بنا به گزارش‌ها، این عملیات در پاسخ به اجازه اوکراین برای استفاده از موشک‌های دوربرد علیه اهداف روسی انجام شد، با هدف نهایی وادار کردن غرب به تسلیم شدن در برابر خواسته‌های مسکو. 
متیو بولگ، کارشناس نظامی از چتم هاوس (بریتانیا)، اظهار داشت که اگرچه موشک اورشنیک پویایی میدان نبرد را تغییر نمی‌دهد، اما به طور مؤثر در خدمت هدف کرملین برای ارعاب مخاطبان غربی است.  به طور مشابه، جیمز جی. تاونسند، عضو ارشد مرکز امنیت نوین آمریکا، استقرار این موشک را به عنوان ابراز نارضایتی روسیه از استفاده اوکراین از موشک‌های دوربرد تولید غرب تفسیر کرد. تاونسند همچنین آن را پیامی به اوکراین و دونالد ترامپ ، رئیس جمهور آینده آمریکا ، توصیف کرد که نشان می‌دهد روسیه صرف نظر از حمایت غرب از اوکراین، همچنان به دنبال کردن اهداف خود متعهد است. 

## همچنین ببینید
- آوانگارد (خودروی مافوق صوت گلاید)
- 53T6
- آگنی-وی
- دی اف-۴۱
- RS-28 سارمات
- آر اس ام-۵۶ بولاوا
- UGM-73 پوسایدون